# Излучение Хокинга
Излуче́ние Хо́кинга — гипотетический процесс излучения чёрной дырой разнообразных элементарных частиц, преимущественно фотонов; назван в честь Стивена Хокинга. Излучение Хокинга — главный аргумент учёных относительно распада (испарения) небольших чёрных дыр. На этом эффекте основана идея сингулярного реактора — устройства для получения энергии из чёрной дыры за счёт излучения Хокинга.

## История
В. Грибов в дискуссии с Я. Зельдовичем настаивал на том, что благодаря квантовому туннелированию чёрные дыры должны излучать частицы. Ещё до публикации своей работы Хокинг посетил Москву в 1973 году, где он встречался с советскими учёными Яковом Зельдовичем и Алексеем Старобинским. Они продемонстрировали Хокингу, что в соответствии с принципом неопределённости квантовой механики вращающиеся чёрные дыры должны порождать и излучать частицы.

## Испарение чёрных дыр
Испарение чёрной дыры — квантовый процесс. Дело в том, что понятие о чёрной дыре как объекте, который ничего не излучает, а может лишь поглощать материю, справедливо до тех пор, пока не учитываются квантовые эффекты. В квантовой же механике благодаря туннелированию появляется возможность преодолевать потенциальные барьеры, непреодолимые для неквантовой системы. Утверждение, что конечное состояние чёрной дыры стационарно, верно лишь в рамках обычной, не квантовой теории тяготения. Квантовые эффекты ведут к тому, что на самом деле чёрная дыра должна непрерывно излучать, теряя при этом свою энергию и массу.
В случае чёрной дыры ситуация выглядит следующим образом. В квантовой теории поля физический вакуум наполнен постоянно рождающимися и исчезающими флуктуациями различных полей (можно сказать и «виртуальными частицами»). В поле внешних сил динамика этих флуктуаций меняется, и если силы достаточно велики, прямо из вакуума могут рождаться пары частица-античастица. Такие процессы происходят и вблизи (но всё же снаружи) горизонта событий чёрной дыры. При этом возможно, что одна из частиц (неважно какая) падает внутрь чёрной дыры, а другая улетает и доступна для наблюдения. Из закона сохранения энергии следует, что такая «упавшая» за горизонт событий частица из рождённой виртуальной пары должна обладать отрицательной энергией, так как «улетевшая» частица, доступная для удалённого наблюдателя, обладает положительной энергией.
Также этот процесс очень грубо можно представить как «заём» энергии вакуумом у внешнего поля для рождения пары частица+античастица. В отсутствие чёрной дыры аннигиляция «возвращает» энергию полю. В описываемом случае при наличии чёрной дыры аннигиляции не происходит, одна из частиц улетает к наблюдателю, унося часть «занятой» энергии, тем самым уменьшая энергию, и следовательно массу чёрной дыры.
Постоянное гравитационное поле для того, чтобы породить пары частица-античастица, должно быть неоднородным. Пары частица-античастица могут родиться только за счёт приливного эффекта. Разность сил, действующих, например, на электрон и позитрон в виртуальной паре (приливной эффект) равна {\displaystyle {\frac {mgL_{C}}{L}}}, где {\displaystyle m} — масса электрона или позитрона, {\displaystyle g} — ускорение, сообщаемое гравитационным полем, {\displaystyle L_{C}={\frac {\hbar }{mc}}} — комптоновская длина волны, {\displaystyle L} — характерный масштаб неоднородности гравитационного поля. Порог рождения пар определяется законом сохранения энергии (работа приливных сил должна быть равна энергии, достаточной для образования пары): {\displaystyle ({\frac {mgL_{C}}{L}})L_{C}\sim mc^{2}}. Для сферической невращающейся массы {\displaystyle M} на достаточно большом расстоянии {\displaystyle r} от неё ускорение {\displaystyle g={\frac {GM}{r^{2}}},L\sim r} и условие рождения пар принимает вид {\displaystyle GML_{C}^{2}r^{-3}\sim c^{2}}. Его можно записать в виде {\displaystyle r\sim \left({\frac {L_{C}^{2}GM}{c^{2}}}\right)^{\frac {1}{3}}\sim \left(L_{C}^{2}R_{G}\right)^{\frac {1}{3}}}, где {\displaystyle R_{G}={\frac {2GM}{c^{2}}}} — гравитационный радиус. Энергия, необходимая одной частице из возникшей пары для того, чтобы уйти прочь, возникает за счёт поглощения другой частицы чёрной дырой. В поле тяжести с ускорением {\displaystyle g\sim {\frac {GM}{R_{G}^{2}}}} электронно-позитронная пара на характерном расстоянии {\displaystyle L_{C}={\frac {\hbar }{mc}}} приобретает энергию {\displaystyle E\sim {\frac {GMmL_{C}}{R_{G}^{2}}}\sim {\frac {\hbar GM}{R_{G}^{2}c}}={\frac {\hbar c^{3}}{4GM}}}. Такой энергии отвечает температура {\displaystyle T\sim {\frac {\hbar c^{3}}{4k_{B}GM}}} (точное значение отличается от приведённого числовым множителем). Электронно-позитронные пары будут рождаться если {\displaystyle k_{B}T\sim mc^{2}}, то есть при {\displaystyle R_{G}\sim {\frac {\hbar }{mc}}}. Если {\displaystyle R_{G}\gg {\frac {\hbar }{mc}}}, то вероятность рождения пар снижена множителем {\displaystyle e^{-{\frac {E}{k_{B}T}}}}
Важным является не только предсказываемый факт излучения, но и то, что это излучение имеет тепловой спектр (для безмассовых частиц). Это значит, что излучению вблизи горизонта событий чёрной дыры можно сопоставить определённую температуру
{\displaystyle T_{BH}={\hbar \,c^{3} \over 8\pi k\,GM}\approx 1{,}227\cdot 10^{23}\;\mathrm {K} \cdot \left({\frac {M}{1\;\mathrm {kg} }}\right)^{-1}\approx 6{,}169\cdot 10^{-8}\;\mathrm {K} \cdot {\frac {M_{\odot }}{M}},}
где ħ — приведённая постоянная Планка, c — скорость света в вакууме, k — постоянная Больцмана, G — гравитационная постоянная, M⊙ — масса Солнца и, наконец, M — масса чёрной дыры. При этом не только спектр излучения (распределение его по частотам), но и более тонкие его характеристики (например, все корреляционные функции) точно такие же, как у излучения чёрного тела. Развивая теорию, можно построить и полную термодинамику чёрных дыр.
Однако такой подход к чёрной дыре оказывается внутренне противоречивым и приводит к проблеме исчезновения информации в чёрной дыре. Причиной этого является отсутствие успешной теории квантовой гравитации. Существование излучения Хокинга предсказывается не всеми квантовыми теориями гравитации и оспаривается рядом исследователей.

## Исследование
Точку в споре о существовании эффекта должны были бы поставить наблюдения, однако температуры известных астрономам чёрных дыр слишком малы, чтобы излучение от них можно было бы зафиксировать — массы дыр слишком велики. Поэтому до сих пор гипотеза не подтверждена наблюдениями.
Согласно общей теории относительности, при образовании Вселенной могли бы рождаться первичные чёрные дыры, некоторые из которых (с начальной массой 1012 кг) должны были бы заканчивать испаряться в наше время. Так как интенсивность испарения растёт с уменьшением размера чёрной дыры, то последние стадии должны быть, по сути, взрывом чёрной дыры. Пока таких взрывов зарегистрировано не было.
Известно о попытке исследования «излучения Хокинга» на основе модели — аналога горизонта событий для белой дыры, в ходе физического эксперимента, проведённого исследователями из Миланского университета.
В 2014 году Джефф Штейнхауэр из Израильского технологического института провёл эксперимент по моделированию излучения Хокинга в лаборатории с помощью звуковых волн.

## В массовой культуре
Излучение Хокинга фигурирует в сюжете детской повести «Джордж и тайны Вселенной» (2007), написанной Люси Хокинг и Стивеном Хокингом.